# 이온 모터

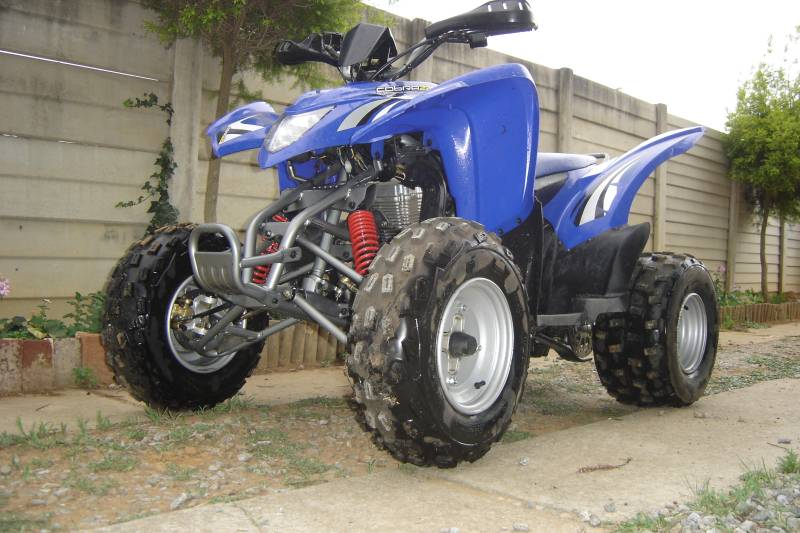
AEON Cobra 220

이온 모터(Aeon Motor, 중국어: 宏佳騰動力科技, 병음: Hóngjiā téng dònglì kējì)는 대만의 ATV, 스쿠터, 미니바이크 수출 및 제조업체로 대만 타이난시에 본사를 두고 있다.

## 역사
AEON은 1970년부터 KUAN MEI PLASTIC CO., LTD라는 이름으로 오토바이 및 스쿠터용 플라스틱 부품을 생산해 왔다. 이온 모터 주식회사 1998년에 설립되었으며 제품 범위는 스쿠터와 오토바이, 엔진, 예비 부품 및 액세서리로 확장되었다. AEON이 유럽 시장에 공급을 시작했다. ISO 9002 승인은 1999년에 받았다. 1999년에 50cc-100cc ATV가 대량 생산되었다. 2000년에 후진 기어를 갖춘 150cc ATV가 출시되었으며, 2001년에는 180cc ATV가 2000년에 52,000대가 생산되었다.
공장은 2001년 8월 샨샹(Shan-Shang)으로 이전되었으며 면적은 33000평방미터이다. 새로운 제조 기계를 구입하고 현대화된 관리 시스템을 도입했다.

## 2007-2019 모델
AEON 모델 (2007 - 2019년):
ATV
- 300
- COBRA 220
- OVERLAND125/180
- SPORTY 125/180
- COBRA 50/100
- REVO II 50/100
- MINIKOLT 50

스쿠터
- AERO
- PULSAR
- ECHO
- ARGON
- REGAL
- NOX
- ELITE 350i
- URBAN 350i
- CO-IN 125
- OZ 125/150
- OZS 150
- ES 150
- ESR 150

미니바이크
- MINI-BIKE

## 같이 보기
- 대만의 기업 목록